# Manzana Postobón
Manzana Postobón (UCI Team Code:  MZN) — колумбийская  профессиональная шоссейная велокоманда в 2006-2019 годах.

## История
Основана в 2006 году. Зарегистрирована в Колумбии, состояла преимущественно из колумбийских велогонщиков.
Команда неоднократно меняла статус: клубная команда (2006), континентальная команда UCI (2007-2010), проконтинентальная команда UCI (2011), клубная команда (2012),  континентальная команда UCI (2013-2014), клубная команда (2015), континентальная команда UCI (2016), проконтинентальная команда UCI (с 2017).
Получила приглашение на Вуэльту Испании 2017.По итогам гонки в генеральной классификации лучший результат в команде показал Эрнан Агирре, занявший 37-е место. 
Использовала велосипеды марки Gios.
5 апреля 2019 года Международный союз велосипедистов (UCI) объявил о том, что  допинг-проба на анаболические стероиды, взятая  у 22-летнего колумбийского гонщика команды  Вильмара Прадеса  27 февраля через несколько дней после выступления гонщика на Туре Колумбии дала положительный результат.
20 мая 2019 года Международный союз велосипедистов  сообщил, что допинг-проба, взятая у 21-летнего колумбийского гонщика команды Хуана Хосе Амадора показала наличие стероида «Болденона».
Команде грозило отстранение на срок от 12 до 45 дней.
25 мая 2019 года  владельцы Manzana Postobón решили полностью закрыть команду.

## Известные гонщики команды
- Серхио Энао (2007-2009)
- Харлинсон Пантано (2011)

## Сезон 2019
В составе команды на сезон 2019 года было заявлено 16 гонщиков.
| Состав 2019                       | Состав 2019     | Состав 2019                   | Состав 2019 |
| Гонщик                            | Дата рождения   | Предыдущая команда            |             |
| --------------------------------- | --------------- | ----------------------------- | ----------- |
| Хуан Хосе Амадор                  | 20 апреля 1998  |                               |             |
| Luis Carlos Chia (1 янв–31 май)   | 18 февраля 1997 | AV Villas (2018)              |             |
| Джохан Гарсия (1 янв–25 май)      | 10 января 1998  |                               |             |
| Брайан Гомес                      | 19 ноября 1994  | Holowesko Citadel (2018)      |             |
| Даниэль Харамильо (1 янв–24 май)  | 15 января 1991  | UnitedHealthcare (2018)       |             |
| Omar Mendoza (1 янв–31 май)       | 25 ноября 1989  | Medellín (2018)               |             |
| Диего Очоа (1 янв–31 май)         | 5 июня 1993     | EPM (2018)                    |             |
| Хуан Фелипе Осорио (1 янв–24 май) | 30 января 1995  |                               |             |
| Вильмар Паредес (1 янв–31 май)    | 27 апреля 1996  |                               |             |
| Джордан Парра (1 янв–31 май)      | 19 апреля 1994  | EPM (2017)                    |             |
| Карлос Кинтеро (1 янв–31 май)     | 5 марта 1986    | Aguardiente Antioqueño (2018) |             |
| Джонатан Рестрепо                 | 28 ноября 1994  | Katusha-Alpecin (2018)        |             |
| Альдемар Рейес (1 янв–24 май)     | 22 апреля 1995  | GW Shimano (2014)             |             |
| Николас Саэнс (1 янв–24 май)      | 7 августа 1997  |                               |             |
| Йесид Сиерра (1 янв–24 май)       | 16 августа 1994 |                               |             |
| Бернардо Суаза (1 янв–31 май)     | 28 ноября 1992  |                               |             |
|                                   |                 |                               |             |
| Источник: ProCyclingStats         |                 |                               |             |

## Победы
| Победы | Победы | Победы | Победы     | Победы | Победы |
| Дата   | Гонка  | Кат.   | Победитель |        |        |
| ------ | ------ | ------ | ---------- | ------ | ------ |

## Сезон 2018

#### Состав
| Состав 2018                                 | Состав 2018     | Состав 2018                                | Состав 2018 |
| Гонщик                                      | Дата рождения   | Предыдущая команда                         |             |
| ------------------------------------------- | --------------- | ------------------------------------------ | ----------- |
| Эрнан Агирре                                | 13 декабря 1995 |                                            |             |
| Хуан Хосе Амадор                            | 20 апреля 1998  |                                            |             |
| Эрнандо Бохоркес                            | 22 июня 1992    | Raza de Campeones-Lotería de Boyacá (2015) |             |
| Йетсе Бол (1 янв–31 июл)                    | 8 сентября 1989 | Join-S-De Rijke (2016)                     |             |
| Фабио Дуарте                                | 11 июня 1986    | EPM (2017)                                 |             |
| Джохан Гарсия                               | 10 января 1998  |                                            |             |
| Серхио Игита                                | 1 августа 1997  |                                            |             |
| Хуан Себастьян Молано                       | 4 ноября 1994   | Colombia (2015)                            |             |
| Фернандо Орхуэла                            | 4 ноября 1991   |                                            |             |
| Хуан Фелипе Осорио                          | 30 января 1995  |                                            |             |
| Вильмар Паредес                             | 27 апреля 1996  |                                            |             |
| Джордан Парра                               | 19 апреля 1994  | EPM (2017)                                 |             |
| Альдемар Рейес                              | 22 апреля 1995  | GW Shimano (2014)                          |             |
| Йесид Сиерра                                | 16 августа 1994 |                                            |             |
| Бернардо Суаза                              | 28 ноября 1992  |                                            |             |
| Рикардо Вилела                              | 18 декабря 1987 | Caja Rural-Seguros RGA (2016)              |             |
| Хуан Вильегас                               | 15 октября 1987 | SmartStop (2015)                           |             |
|                                             |                 |                                            |             |
| Источники: ProCyclingStats Cycling Quotient |                 |                                            |             |

## Сезон 2017

#### Состав
| Состав 2017                                                  | Состав 2017     | Состав 2017                                | Состав 2017 |
| Гонщик                                                       | Дата рождения   | Предыдущая команда                         |             |
| ------------------------------------------------------------ | --------------- | ------------------------------------------ | ----------- |
| Эрнан Агирре                                                 | 13 декабря 1995 |                                            |             |
| Хуан Хосе Амадор                                             | 20 апреля 1998  |                                            |             |
| Эрнандо Бохоркес                                             | 22 июня 1992    | Raza de Campeones-Lotería de Boyacá (2015) |             |
| Йетсе Бол                                                    | 8 сентября 1989 | Join-S-De Rijke (2016)                     |             |
| Джохан Гарсия                                                | 10 января 1998  |                                            |             |
| Серхио Игита                                                 | 1 августа 1997  |                                            |             |
| Хуан Себастьян Молано                                        | 4 ноября 1994   | Colombia (2015)                            |             |
| Фернандо Орхуэла                                             | 4 ноября 1991   |                                            |             |
| Хуан Фелипе Осорио                                           | 30 января 1995  |                                            |             |
| Вильмар Паредес                                              | 27 апреля 1996  |                                            |             |
| Антонио Пьедра                                               | 10 октября 1985 | Funvic Soul Cycles-Carrefour (2016)        |             |
| Альдемар Рейес                                               | 22 апреля 1995  | GW Shimano (2014)                          |             |
| Йесид Сиерра                                                 | 16 августа 1994 |                                            |             |
| Бернардо Суаза                                               | 28 ноября 1992  |                                            |             |
| Рикардо Вилела                                               | 18 декабря 1987 | Caja Rural-Seguros RGA (2016)              |             |
| Хуан Вильегас                                                | 15 октября 1987 | SmartStop (2015)                           |             |
| Luis Carlos Chia (1 авг–31 дек, стажёр)                      | 18 февраля 1997 |                                            |             |
| Ever Rivera (1 авг–31 дек, стажёр)                           | 27 декабря 1991 |                                            |             |
| Cristian Ruiz (1 авг–31 дек, стажёр)                         | 17 мая 1997     |                                            |             |
|                                                              |                 |                                            |             |
| Источники: ProCyclingStats Cycling Quotient Cycling Archives |                 |                                            |             |

## Победы
| 24 фев | Волта Алентежу, 3-й этап | 2.1 | Хуан Себастьян Молано |
| 26 фев | Волта Алентежу, 5-й этап | 2.1 | Хуан Себастьян Молано |

## Сезон 2016

#### Состав
| Состав 2016                                 | Состав 2016     | Состав 2016                                | Состав 2016 |
| Гонщик                                      | Дата рождения   | Предыдущая команда                         |             |
| ------------------------------------------- | --------------- | ------------------------------------------ | ----------- |
| Эрнан Агирре                                | 13 декабря 1995 |                                            |             |
| Walter Steven Betancur (1 янв–10 сен)       | 14 января 1996  |                                            |             |
| Эрнандо Бохоркес                            | 22 июня 1992    | Raza de Campeones-Lotería de Boyacá (2015) |             |
| Peio Goikoetxea (1 янв–10 сен)              | 14 февраля 1992 |                                            |             |
| Серхио Игита                                | 1 августа 1997  |                                            |             |
| Хуан Себастьян Молано                       | 4 ноября 1994   | Colombia (2015)                            |             |
| Daniel Muñoz                                | 21 ноября 1996  |                                            |             |
| Хуан Фелипе Осорио                          | 30 января 1995  |                                            |             |
| Вильмар Паредес                             | 27 апреля 1996  |                                            |             |
| Hernán Darío Parra                          | 28 июля 1991    |                                            |             |
| Tomás Restrepo (1 янв–30 июн)               | 17 августа 1993 |                                            |             |
| Альдемар Рейес                              | 22 апреля 1995  | GW Shimano (2014)                          |             |
| Бернардо Суаза                              | 28 ноября 1992  |                                            |             |
| Марко Суэска (1 янв–30 июн)                 | 11 августа 1994 |                                            |             |
| Хуан Вильегас                               | 15 октября 1987 | SmartStop (2015)                           |             |
|                                             |                 |                                            |             |
| Источники: ProCyclingStats Cycling Archives |                 |                                            |             |

## Победы
| Победы | Победы | Победы | Победы     | Победы | Победы |
| Дата   | Гонка  | Кат.   | Победитель |        |        |
| ------ | ------ | ------ | ---------- | ------ | ------ |

2007
Этап 5 Ronde de l'Isard — Оскар Санчес
 Clásico Ciclístico Banfoandes Генеральная классификация — Серхио Энао
Этапы 4 и 6 — Серхио Энао
Этап 5 Вуэльта Гватемалы — Хайро Салас
2008
Этап 6 Вуэльта Колумбии — Рафаэль Монтьель
Этап 12 Вуэльта Колумбии — Вилсон Марентес
Этап 4 Вуэльта Гватемалы — Хесус Кастаньо
Этап 5 Вуэльта Гватемалы — Джеффри Ромеро
2009
 Cinturón a Mallorca Генеральная классификация — Серхио Энао
Этап 4 — Серхио Энао
Этап 3 Вуэльта Колумбии — Фабио Дуарте
 Tour des Pyrénées Генеральная классификация — Фабио Дуарте
Этап 2 — Фабио Дуарте
2010
Этап 3 Вуэльта Астурии — Фабио Дуарте
 Circuito Montañés Генеральная классификация — Фабио Дуарте
Этап 4 — Фабио Дуарте
Этапы 5 и 7 Вуэльта Колумбии — Фабио Дуарте
Этап 6 Вуэльта Колумбии — Луис Фелипе Лаверде
2011
Этап 7 Вуэльта Колумбии — Харлинсон Пантано
2013
 Ronde de l'Isard Генеральная классификация — Хуан Эрнесто Чаморро
Этап 3 — Хайнер Парра
Этап 4 Vuelta al Sur de Bolivia — Камило Суарес
Этап 5 Vuelta al Sur de Bolivia — Эдсон Кальдерон
2014
 Vuelta Mexico Telmex Генеральная классификация — Хуан Эрнесто Чаморро
Этапы 1, 4 и 5 (ИГ) — Хуан Вильегас
Этап 3 — Диего Очоа
 Чемпионат Колумбии — Групповая гонка U23—  Диего Очоа
 Джиро Валле д’Аоста Генеральная классификация — Бернардо Суаза
Пролог — Диего Очоа
2016
Этап 1 Вуэльта Мадрида — Хуан Себастьян Молано
Этап 4 Вуэльта Колумбии — Хуан Себастьян Молано
2017
Этапы 3 и 5 Вольта Алентежу — Хуан Себастьян Молано
Этап 2 Вуэльта Колумбии — Вильмар Паредес
Этап 12 Вуэльта Колумбии — Хуан Вильегас
2018
Pan American Road and Track Championships Групповая гонка — Хуан Себастьян Молано